# Kruščica (Vitez)
Pour les articles homonymes, voir Krušćica et Kruščica.
Kruščica (en cyrillique : Крушчица) est une localité de Bosnie-Herzégovine. Elle est située dans la municipalité de Vitez, dans le canton de Bosnie centrale et dans la fédération de Bosnie-et-Herzégovine. Selon les premiers résultats du recensement bosnien de 2013, elle compte 2 615 habitants.

## Géographie
Le village est situé au sud de Vitez.

## Histoire
Le camp de concentration de Kruščica est devenu un ensemble commémoratif appelé « Crna kuća » ; lié à l'histoire de la Seconde Guerre mondiale, il est inscrit sur la liste des monuments nationaux de Bosnie-Herzégovine.

## Démographie

### Évolution historique de la population dans la localité
| 1948 | 1953 | 1961  | 1971  | 1981  | 1991  | 2013  |
| ---- | ---- | ----- | ----- | ----- | ----- | ----- |
| -    | -    | 1 330 | 1 877 | 2 090 | 2 404 | 2 615 |

|  |